# Ávila (stad)
Ávila is een stad en gemeente in Spanje, in de autonome regio Castilië en León. Het is de hoofdstad van de gelijknamige provincie Ávila.
De stad telt 58.915 inwoners (in 2012), bevindt zich in de Spaanse Hoogvlakte of meseta (Spaans: Meseta central) en is de hoogst gelegen stad van Spanje (1127 m).
Bezienswaardigheden zijn de stadsmuur en de kathedraal, die deel uitmaakt van de omwalling, alsook talrijke romaanse kerken en kloosters. De oude stad en de kerken buiten de stadsmuur zijn opgenomen in de Werelderfgoedlijst van de UNESCO sinds 1985.

## De stadsmuur
Tussen 1050 en 1250, tijdens de reconquista verschoof de grens van de christelijke koninkrijken op het Iberisch Schiereiland naar het zuiden ten koste van het grondgebied in handen van de islamitische Moren. Het veroverde gebied was dunbevolkt en een migratiestroom werd op gang gebracht om de nieuwe veroveringen in ontwikkeling te brengen. Aan het einde van de 11e eeuw nam Alfons VI van León hiertoe belangrijke initiatieven. Ávila werd in 1087 opgericht. Het werd een bestuurscentrum ook om de herbevolking te stimuleren en het was een defensief bolwerk tegen Moorse aanvallen en kon ook als uitvalsbasis fungeren voor toekomstige aanvallen tegen de Moren.
Ávila wordt volledig omringd door een 2,5 km lange stadsmuur. Met de bouw ervan werd gestart in 1090 in opdracht van Alfons VI van León, met als doel de stad beter te beschermen en ze te herbevolken. Verschillende delen van de stadsmuur werden herbouwd in de 12de eeuw. Deze heeft een rechthoekig patroon en omringt een gebied van 31 hectaren. De totale lengte bedraagt 2516 meter, en omvat 87 halfronde torens en 2500 kantelen. De muren hebben een dikte van 3 meter en een gemiddelde hoogte van 12 meter. Negen poorten geven toegang tot de oude stad. De apsis van de kathedraal maakt deel uit van de muur. Ongeveer de helft van de muur is toegankelijk voor wandelaars.

## Demografische ontwikkeling
Bron: INE; 1857-2011: volkstellingen
Opm.: Aanhechting van La Alamedilla del Berrocal, Aldea del Rey Niño, Bernuy Salinero, Narrillos de San Leonardo, Urraca Miguel en Vicolozano (1981)

## Afbeeldingen

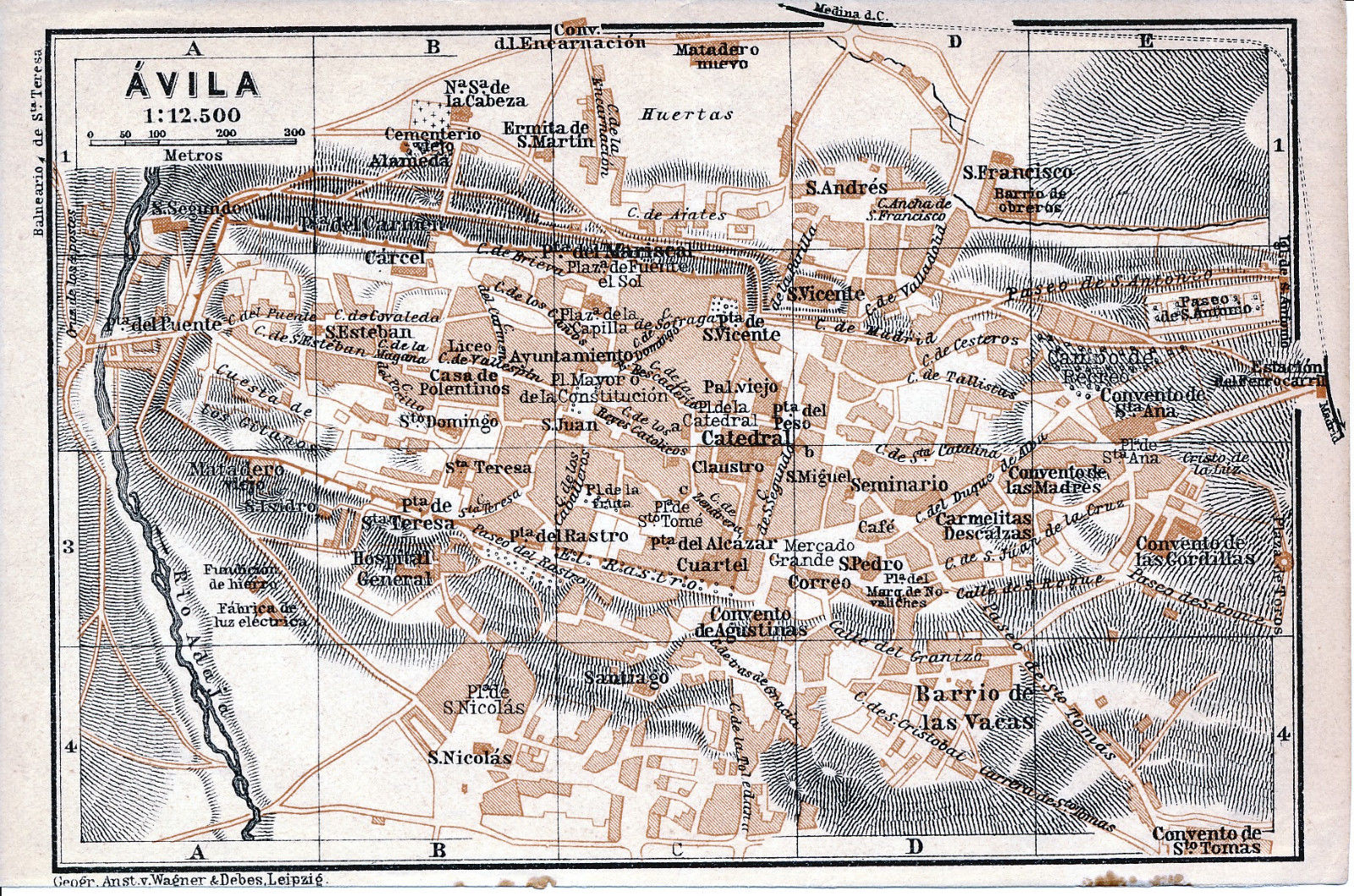
Kaart Ávila uit 1915
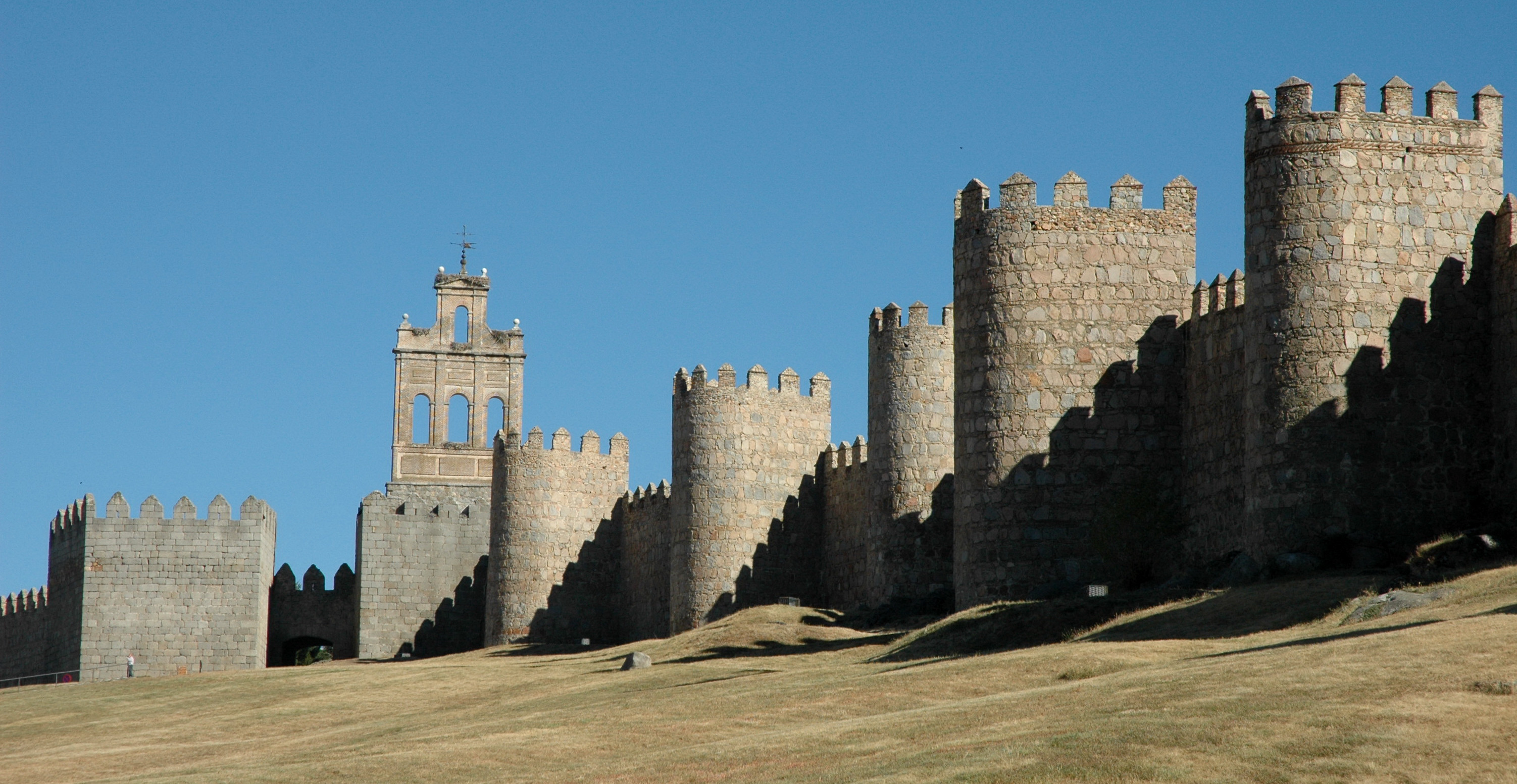
Stadsmuren van Ávila
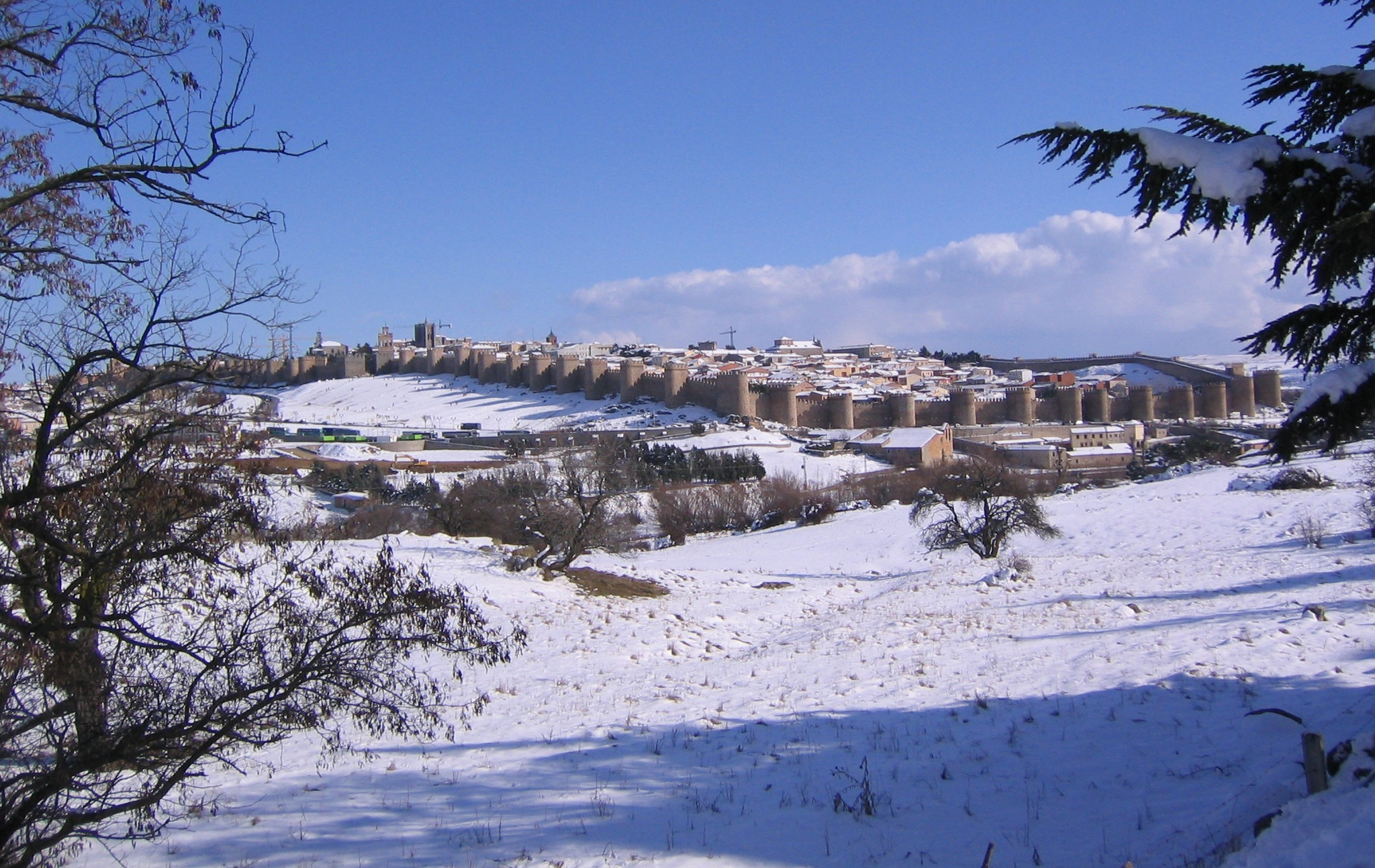
Overzicht van de stad in de sneeuw

## Sport
Ávila was op 17 mei 2015 de startplaats van de 30ste editie van de Ronde van Castilië en León, die uiteindelijk werd gewonnen door de Fransman Pierre Rolland.

## Geboren in Ávila
- Isabella I van Castilië (1451-1504), koningin
- Theresia van Ávila (1515-1582), mystica
- Sancho d'Avila (1523-1583), veldheer
- Tomás Luis de Victoria (1549-1611), componist
- Julio Jiménez (1934-2022), wielrenner (won o.a. driemaal de bolletjestrui in de Tour de France en driemaal het bergklassement in de Vuelta)
- David Navas (1974), wielrenner
- Jesús Hernández (1981), wielrenner
- Borja Jiménez Sáez (1985), voetbaltrainer

## Stedenbanden
- Rodos (Griekenland)

- Biblioteca Nacional de España: XX450878
- Gemeinsame Normdatei: 4079893-8
- Library of Congress Control Number: n80001323
- MusicBrainz: 8d2f851d-53a8-4920-9c0b-e95cfe1fb834
- Nationale Bibliotheek van Tsjechië: ge131637
- Nationale Bibliotheek van Israël: 987007557357805171
- Virtual International Authority File: 155931767
- WorldCat: E39PBJk4yP9HVrKKQKmCcKK68C

Albacete · Alicante · Almería · Ávila · Badajoz · Badalona · Barcelona · Bilbao · Burgos · Cáceres · Cádiz · Cartagena · Castelló de la Plana · Ceuta · Ciudad Real · Córdoba · A Coruña · Cuenca · Elche/Elx · Gijón · Girona · Granada · Guadalajara · L'Hospitalet de Llobregat · Huelva · Huesca · Jaén · Jerez de la Frontera · León · Lleida · Logroño · Lugo · Madrid · Málaga · Melilla · Mérida · Móstoles · Murcia · Oviedo · Ourense · Palencia · Palma · Las Palmas de Gran Canaria · Pamplona · Pontevedra · Sabadell · Salamanca · San Sebastián · Santa Cruz de Tenerife · Santander · Santiago de Compostella · Segovia · Sevilla · Soria · Tarragona · Terrassa · Teruel · Toledo · Valencia · Valladolid · Vigo · Vitoria-Gasteiz · Zamora · Zaragoza
Alhambra, Generalife en Albaicín, Granada ·
Kathedraal van Burgos ·
Historisch centrum van Córdoba ·
Klooster en plaats van het Escorial, Madrid ·
Werken van Gaudí ·
Grot van Altamira en de paleolithische grotkunst van Noord-Spanje ·
Monumenten van Oviedo en het koninkrijk Asturië ·
Oude stad Ávila met de Kerken-buiten-de-Muren ·
Oude stad Segovia en aquaduct ·
Santiago de Compostella (oude stad) ·
Nationaal park Garajonay ·
Historische stad Toledo ·
Mudéjararchitectuur van Aragón ·
Oude stad Cáceres ·
Kathedraal, Alcázar en Archivo General de Indias in Sevilla ·
Oude stad Salamanca ·
Klooster van Poblet ·
Archeologisch ensemble van Mérida ·
Pelgrimsroute naar Santiago de Compostella ·
Koninklijk klooster van Santa Maria de Guadalupe ·
Nationaal park Doñana ·
Historische ommuurde stad Cuenca ·
La Lonja de la Seda van Valencia ·
Las Médulas ·
Palau de la Música Catalana en Hospital de Sant Pau, Barcelona ·
Monte Perdido ·
Kloosters van San Millán Yuso en Suso ·
Prehistorische rotskunst in de Coa Vallei en de Siega Verde ·
Rotskunst van het Middellandse Zeebekken op het Iberisch Schiereiland ·
Universiteit en historische parochie van Alcalá de Henares ·
Ibiza, biodiversiteit en cultuur ·
San Cristóbal de La Laguna ·
Archeologisch ensemble van Tarraco ·
Archeologisch Atapuerca ·
Catalaanse romaanse kerken van de Vall de Boí ·
Palmeral van Elche ·
Romeinse muur van Lugo ·
Cultuurlandschap van Aranjuez ·
Monumentale renaissance-ensembles van Úbeda en Baeza ·
Vizcayabrug ·
Oude en voorhistorische beukenbossen van de Karpaten en andere regio's van Europa ·
Nationaal park El Teide ·
Herculestoren ·
Cultuurlandschap van de Serra de Tramuntana ·
Erfgoed van kwik. Almadén en Idrija ·
Dolmens van Antequera ·
Kalifaatstad Medina Azahara ·
Cultuurlandschap van de Risco Caído en de heilige bergen van Gran Canaria  ·
Paseo del Prado en Parque del Buen Retiro, een landschap van kunst en wetenschap